# نجيب الزروالي الواريتي
نجيب الزروالي الواريتي ( فاس، 16 ماي 1950) سياسي مغربي ينتمي لحزب التجمع الوطني للأحرار. تحمل عدة مسؤوليات وزارية في الحكومة كما كان سفيرا للمملكة المغربية في تونس.
الزروالي يزاول كذلك مهنة الطب و الجراحة.